# Albert McIntire
Albert W. McIntire, född 15 januari 1853 i Pittsburgh, Pennsylvania, död 31 januari 1935 i Colorado Springs, Colorado, var en amerikansk republikansk politiker och jurist. Han var guvernör i delstaten Colorado 1895–1897.
McIntire avlade 1873 grundexamen vid Yale College. Han avlade sedan 1875 juristexamen vid Yale Law School. Han flyttade 1876 till Colorado och inledde sin karriär som advokat. Han var domare i Conejos County 1883–1886.
McIntire besegrade ämbetsinnehavaren Davis H. Waite i guvernörsvalet 1894. För första gången i Colorados historia fick kvinnorna rösta i ett guvernörsval. McIntire efterträddes 1897 som guvernör av Alva Adams.
McIntires grav finns på La Jara Cemetery i La Jara.